# Firestone Indy 200
Firestone Indy 200 (no Brasil: Grande Prêmio de Nashville) é uma corrida automobilística da IndyCar Series disputada na oval Nashville Superspeedway, na cidade  de Lebanon, Tennessee, nos Estados Unidos.
Em 2001, marcou o primeiro evento americano de monolugares na área de Nashville. Nos anos posteriores, foi realizada como uma corrida de sábado à noite. A prova de 2007 foi adiada para domingo devido à chuva.
Após o evento de 2008, os dirigentes da Indy Racing League decidiram encerrar sua associação com a Nashville Superspeedway. O evento foi retirado do calendário de 2009 e, posteriormente, o circuito fechou por vários anos. A IndyCar retornou à área de Nashville em 2021 com o Music City Grand Prix num circuito citadino no centro da cidade. A edição de 2024 do Music City Grand Prix foi transferida para a Nashville Superspeedway.

## Vencedores

### IndyCar Series
| Ano  | Vencedor         | Equipa                | Chassis | Motor      | Distância | Distância | Duração |
| Ano  | Vencedor         | Equipa                | Chassis | Motor      | Voltas    | km        | Duração |
| ---- | ---------------- | --------------------- | ------- | ---------- | --------- | --------- | ------- |
| 2001 | Buddy Lazier     | Hemelgarn Racing      | Dallara | Oldsmobile | 200       | 429.051   | 1:44:44 |
| 2002 | Alex Barron      | Blair Racing          | Dallara | Chevrolet  | 200       | 429.051   | 2:01:53 |
| 2003 | Gil de Ferran    | Team Penske           | Dallara | Toyota     | 200       | 429.051   | 1:53:18 |
| 2004 | Tony Kanaan      | Andretti Green Racing | Dallara | Honda      | 200       | 429.051   | 1:55:35 |
| 2005 | Dario Franchitti | Andretti Green Racing | Dallara | Honda      | 200       | 429.051   | 1:57:13 |
| 2006 | Scott Dixon      | Chip Ganassi Racing   | Dallara | Honda      | 200       | 429.051   | 1:36:46 |
| 2007 | Scott Dixon      | Chip Ganassi Racing   | Dallara | Honda      | 200       | 429.051   | 1:35:06 |
| 2008 | Scott Dixon      | Chip Ganassi Racing   | Dallara | Honda      | 171*      | 366.838   | 1:30:05 |
| 2024 |                  |                       | Dallara |            | 200       | 429.051   |         |

- 2008-Corrida encurtada devido à chuva.

## Outros nomes da prova
- Harrah's Indy 200 (2001)
- Firestone Indy 200 (2002-2008)

## Ligações Externas
- (em inglês) Site oficial - Indy Car
- (em inglês) Site oficial - Champ Car

1. ↑  Pruett, Marshall. «IndyCar moves season finale to Nashville Speedway». racer.com. Consultado em 14 Fevereiro 2024